# 阿亚隆河

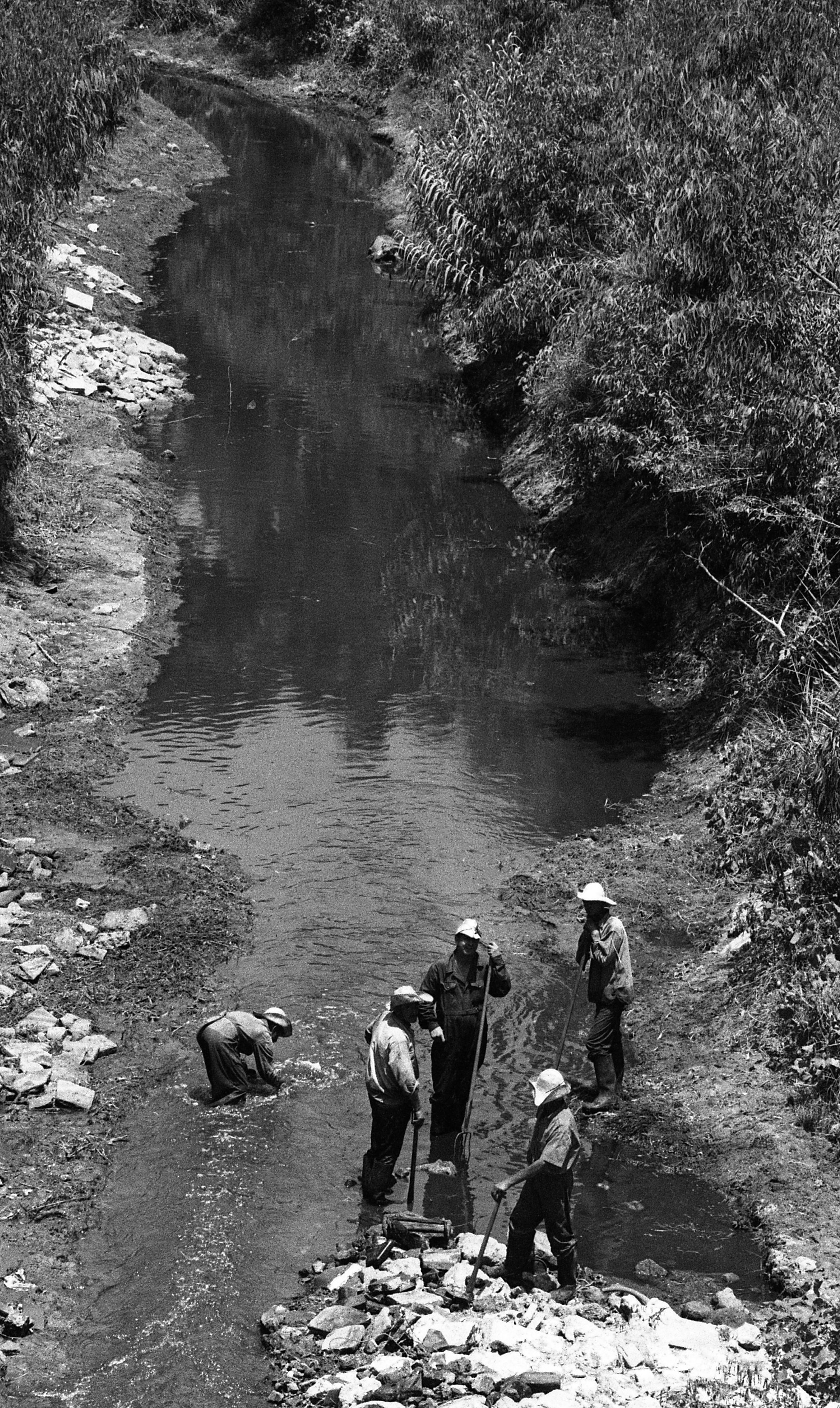
1969年，人們正在清理阿亚隆河

阿亚隆河（希伯來語： נחל איילון）是以色列境內的一条河流，全长约50公里，流域面积815平方公里，发源于耶路撒冷西北部的犹大山脉以及吉夫阿特泽埃夫附近，并途徑本-古里安国际机场附近，之後再與阿亚隆高速公路並行，最終注入特拉维夫地区的雅孔河。